# Кагім Діксон
Кагім Діксон (англ. Kaheim Dixon, нар. 4 жовтня 2004, Тренктон) — ямайський футболіст, нападник англійського клубу «Чарльтон Атлетик» та національної збірної Ямайки. Виступав також за клуби «Капельтон Марунс» та «Арнетт Гарденс».

## Клубна кар'єра
Кагім Діксон розпочав виступи на футбольних полях у 2022 році в складі команди «Капельтон Марунс». У 2023 році футболіст перейшов до складу команди «Арнетт Гарденс», у якій грав до 2024 року, відзначившись у її складі 6 забитими голами в 13 проведених матчах. З 2024 року Кагім Діксон грає у складі англійської команди «Чарльтон Атлетик».

## Виступи за збірну
У 2024 році Кагім Діксон дебютував у складі національної збірної Ямайки. У складі збірної був учасником розіграшу Кубка Америки 2024 року у США. Станом на листопад 2024 року зіграв у складі збірної 11 матчів, у яких відзначився 2 забитими м'ячами.